# Taylor Springs
Taylor Springs és una població dels Estats Units a l'estat d'Illinois. Segons el cens del 2000 tenia 583 habitants.

## Demografia
Segons el cens del 2000, Taylor Springs tenia 583 habitants, 250 habitatges, i 162 famílies. La densitat de població era de 261,7 habitants/km².
Dels 250 habitatges en un 31,2% hi vivien nens de menys de 18 anys, en un 52,4% hi vivien parelles casades, en un 9,2% dones solteres, i en un 34,8% no eren unitats familiars. En el 31,2% dels habitatges hi vivien persones soles el 13,2% de les quals corresponia a persones de 65 anys o més que vivien soles. El nombre mitjà de persones vivint en cada habitatge era de 2,33 i el nombre mitjà de persones que vivien en cada família era de 2,91.
Per edats la població es repartia de la següent manera: un 24,7% tenia menys de 18 anys, un 7,5% entre 18 i 24, un 29,2% entre 25 i 44, un 22% de 45 a 60 i un 16,6% 65 anys o més.
L'edat mediana era de 39 anys. Per cada 100 dones de 18 o més anys hi havia 99,5 homes.
La renda mediana per habitatge era de 29.773 $ i la renda mediana per família de 35.000 $. Els homes tenien una renda mediana de 37.361 $ mentre que les dones 18.056 $. La renda per capita de la població era de 14.279 $. Aproximadament el 3,8% de les famílies i el 9,1% de la població estaven per davall del llindar de pobresa.

## Poblacions més properes
El següent diagrama mostra les poblacions més properes.